# Iuri Trofímov
Iuri Víktorovitx Trofímov (rus: Юрий Викторович Трофимов) (Udmúrtia, 26 de gener de 1984) és un ciclista rus, ja retirat, que fou professional del 2008 al 2018. Durant la seva carrera esportiva va córrer als equips Bbox Bouygues Telecom (2008-2010), Team Katusha (2011-2015), Tinkoff (2016), Caja Rural-Seguros RGA (2017) i Ràdio Popular–Boavista (2018).
En el seu palmarès destaca una desena posició al Giro d'Itàlia de 2015 i el Campionat de Rússia en ruta del mateix any. El 2004 i 2008 va prendre part, sense sort, en els Jocs Olímpics d'Estiu. El 2017 fou sancionat per haver donat positiu per meldònium.

## Palmarès en ruta
- 2006
  - 1r a la París-Troyes
- 2007
  - 1r a La Roue Tourangelle
  - 1r a la París-Troyes
  - Vencedor d'una etapa dels Tres dies de Vaucluse
- 2008
  - 1r a l'Étoile de Bessèges i vencedor d'una etapa
  - Vencedor d'una etapa al Critèrium del Dauphiné Libéré
- 2009
  - Vencedor d'una etapa a la Volta a Euskadi
- 2014
  - Vencedor d'una etapa al Critèrium del Dauphiné
- 2015
  -  Campió de Rússia en ruta
- 2017
  - 1r als Cinc anells de Moscou i vencedor d'una etapa

### Resultats al Tour de França
- 2008. Abandona (10a etapa)
- 2009. 47è de la classificació general
- 2011. 30è de la classificació general
- 2012. 51è de la classificació general
- 2013. 51è de la classificació general
- 2014. 14è de la classificació general

### Resultats al Giro d'Itàlia
- 2010. 28è de la classificació general
- 2013. 13è de la classificació general
- 2015. 10è de la classificació general

### Resultats a la Volta a Espanya
- 2011. 124è de la classificació general
- 2014. 72è de la classificació general
- 2016. 35è de la classificació general

## Palmarès en ciclisme de muntanya
- 2005
  -  Campió del món sub-23 en Camp a través